# Бестужев-Рюмин, Михаил Петрович
Граф (1742) Михаил Петрович Бестужев-Рюмин (7 [17] сентября 1688, Москва — 26 февраля [8 марта] 1760, Париж) — видный русский дипломат из рода Бестужевых, «известный волокита и лев своего времени». Старший брат государственного канцлера А. П. Бестужева-Рюмина.

## Биография
Родился 7 сентября 1688 года в семье Петра Михайловича Бестужева-Рюмина, который впоследствии был обер-гофмейстером герцогини курляндской Анны Иоанновны.
В 1708 году Михаил Бестужев вместе с братом уехал за границу, где учился в копенгагенской академии, будучи одновременно прикомандированным в качестве «дворянина при посольстве» к русскому послу в Дании, князю Долгорукому. Затем учился в Берлине.
Службу начал при дворе Петра I. Во время прутского похода Бестужев служил волонтёром при армии, а по окончании военных действий в качестве «дворянина при посольстве» ездил с бароном Шафировым в Константинополь, откуда был отправлен курьером к Петру. С 1712 года состоял при отце в Митаве и в том же году был назначен камер-юнкером к кронпринцессе Софии-Шарлотте, при дворе которой оставался заведующим конюшней вплоть до кончины принцессы в 1715 году.
В 1720 году назначен резидентом в Лондон. Уже 23 ноября 1720 года был выслан из Лондона за то, что, стараясь указать английскому правительству на противоречия между заключённым Англией в 1720 году союзом со Швецией и англо-русской конвенцией 1715 года, подал записку английским министрам в отсутствие короля.
Уехав в Гаагу, находился там до весны 1721 года. По заключении Ништадского мира в 1721 году был назначен министром (послом) в Стокгольм, где активно действовал в пользу признания Швецией императорского титула Петра I, а также подписал в 1724 году русско-шведский оборонительный союз сроком на двенадцать лет.

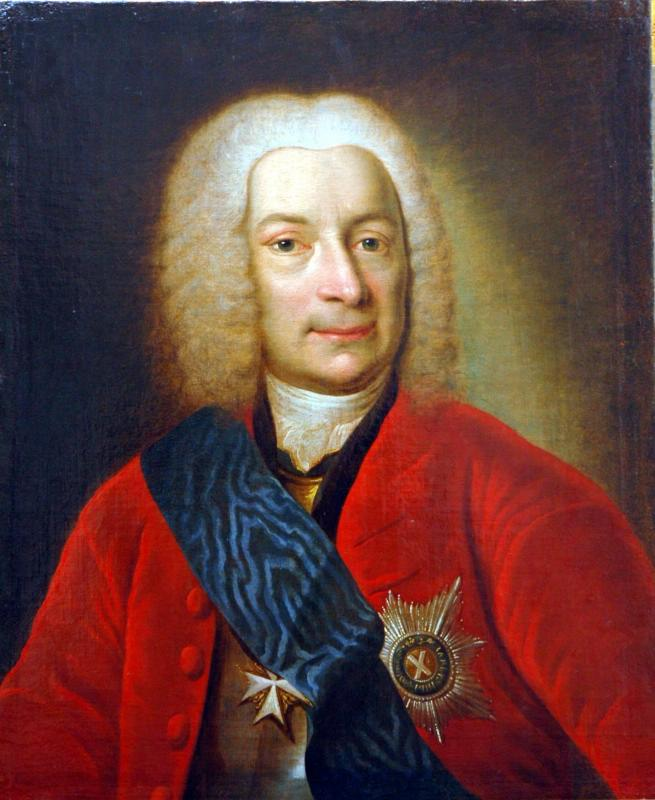
Портрет XVIII в.

В 1725 году отозван из Швеции и в следующем году направлен в Польшу в качестве чрезвычайного посланника. В 1730 году он уже в Берлине, а в 1731 году его снова перевели в Швецию. Там ему удалось в 1735 году пролонгировать русско-шведский союзный договор ещё на двенадцать лет.
В 1739 году в Силезии два русских офицера совершили убийство шведского майора Малькольма Синклера, возвращавшегося из Константинополя в Швецию с выданными ему визирем долговыми обязательствами Карла XII. Жители Стокгольма, возмущённые этим преступлением, разгромили дом русского посланника, перебив в нём все окна.
В июле 1741 года шведский министр (посол) Нолькен выехал из Петербурга под предлогом устройства собственных дел. Бестужеву также было приказано оставить Стокгольм. Однако он не успел выехать из шведской столицы, так как 24 июля Швеция объявила России войну, и к русскому посланнику был приставлен караул.
С прибытием в Стокгольм Нолькена Бестужев вновь получил свободу. Уничтожив свои дипломатические бумаги, он выехал сначала в Гамбург, а затем в Ганновер. Здесь он имел свидание с английским королём, которого старался убедить в необходимости включения в англо-русский договор 1741 года новой статьи о высылке в Балтийское море английской эскадры в случае, если Франция окажет помощь Швеции.
Со вступлением на престол императрицы Елизаветы Петровны переговоры были прерваны, и Бестужев выехал в Варшаву, куда был назначен в качестве полномочного министра (посла). Уже в декабре был отозван в Санкт-Петербург, где в день коронации Елизаветы получил орден Андрея Первозванного.
В 1743 году Бестужев вступил в брак с графиней Анной Гавриловной Ягужинской, дочерью великого канцлера Г. Головкина. Однако в июле того же года она была арестована по делу Лопухиных и 29 августа осуждена к наказанию кнутом, урезанию языка и ссылке. Сам Бестужев в ходе следствия содержался под караулом.
В 1744 году его младший брат Алексей официально возглавил внешнеполитическое ведомство, став государственным канцлером. Михаил был назначен посланником в Берлин, откуда был снова перемещён полномочным министром сначала ко двору Августа III (сентябрь 1744 года), а затем чрезвычайным послом к венскому двору (1748 год).

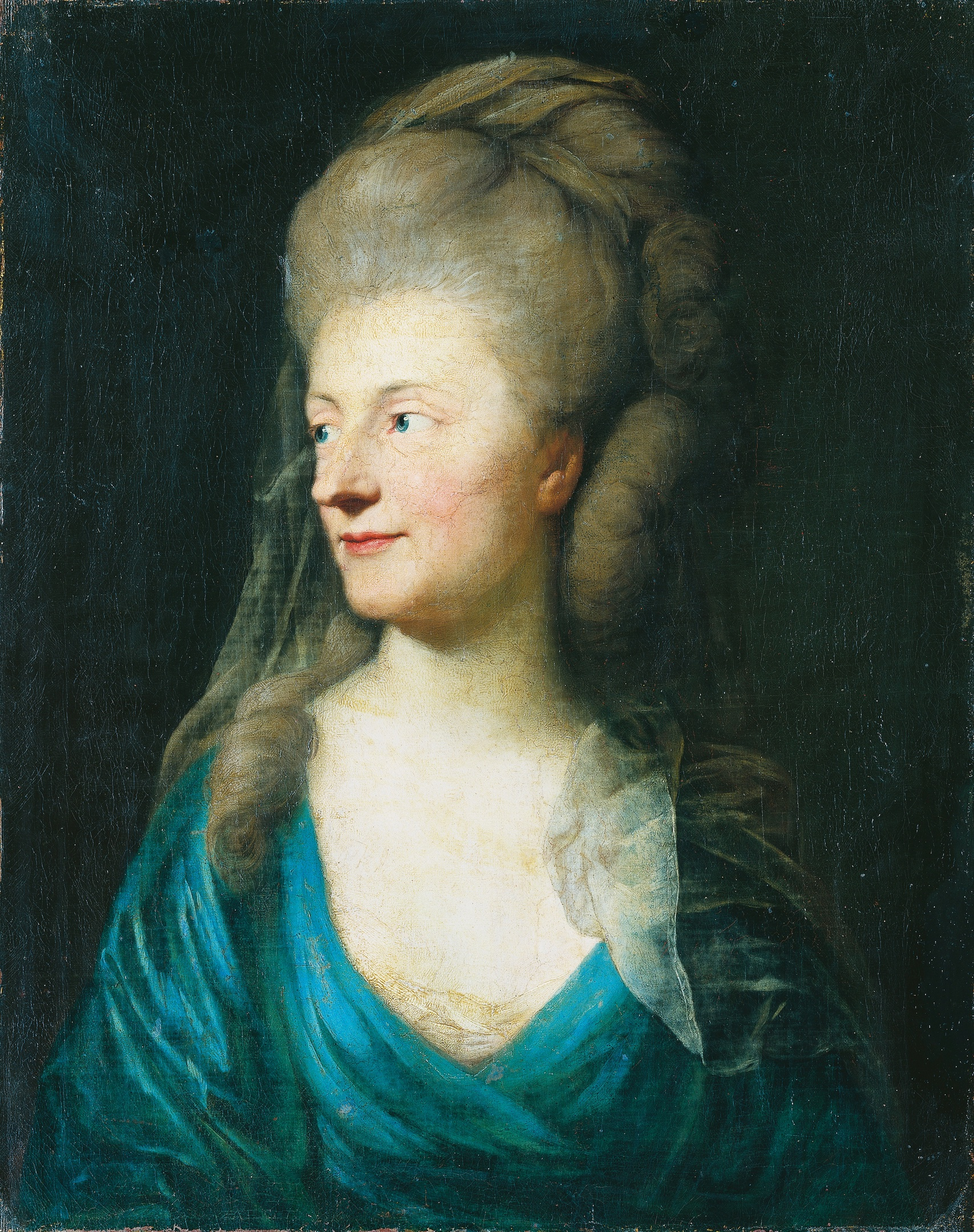
Иоганна фон Карловиц, жена

В ноябре 1747 г. Бестужев изъявил желание жениться на Иоганне-Генриетте-Луизе фон Карловиц, вдове обер-шенка Гаугвица. Императрица не удостоила его обращение ответом, так как законная жена Бестужева находилась в сибирской ссылке. Брат тоже не хотел помочь. Не дождавшись ответа из Петербурга, Бестужев перед отъездом из Саксонии оформил 16 марта 1749 г. брак с вдовой Гаугвиц, чем привёл в ярость императрицу:

В Петербурге хотели, чтобы М. П. Бестужеву не оказывали в Вене почестей и отказали в аудиенции. Посланнику помогли фаворит императрицы гр. А. Г. Разумовский и вице-канцлер гр. М. И. Воронцов. Елизавета Петровна даже пожелала увидеть женщину, не побоявшуюся выйти замуж за мужчину, не разведённому с первой женой. Но посланник не спешил прибыть в Петербург. Приезд из-за болезни супруги оказался невозможным. Императрица гневалась, но время шло, и постепенно ситуация утратила свою остроту, хотя брак все-таки не был признан.
В 1752 году Бестужев был отозван в Петербург, но по дороге заболел и явился в Россию только через три года, которые провёл в Дрездене. В 1756 году он был назначен чрезвычайным послом во Францию. Отношения его с младшим братом к этому времени разладились до такой степени, что, узнав о его аресте, Михаил Петрович заявил Воронцову, что «то ни малейшей алтерации ни в делах вообще, ниже партикулярной нашей дружбе препоной быть не может; известно, колико я от него претерпел; так покойная последняя жена моя с печали чахотку достала, от того и скончалась. Я сие давно предвидел, что быть с ним худому концу».
Михаил Бестужев скончался 26 февраля 1760 года во Франции. По желанию покойного тело его было перевезено в Россию. Поскольку детей у него не было, наследство покойного принял воспитанный в его доме племянник М. Н. Волконский.

## Награды
- Орден Святого Александра Невского (25 апреля 1742, Российская империя)
- Орден Святого Андрея Первозванного (25 апреля 1742, Российская империя)
- Орден Святого Иоанна Иерусалимского (Королевство Пруссия)